# Eisensteinserie
Inom matematiken är en Eisensteinserie, uppkallad efter den tyska matematikern Gotthold Eisenstein, vissa modulära former med oändliga serieexpansioner som kan skrivas ner direkt. Även om de ursprungligen definierades för den modulära gruppen kan de generaliseras i teorin av automorfa former.

## Eisensteinserien för modulära gruppen

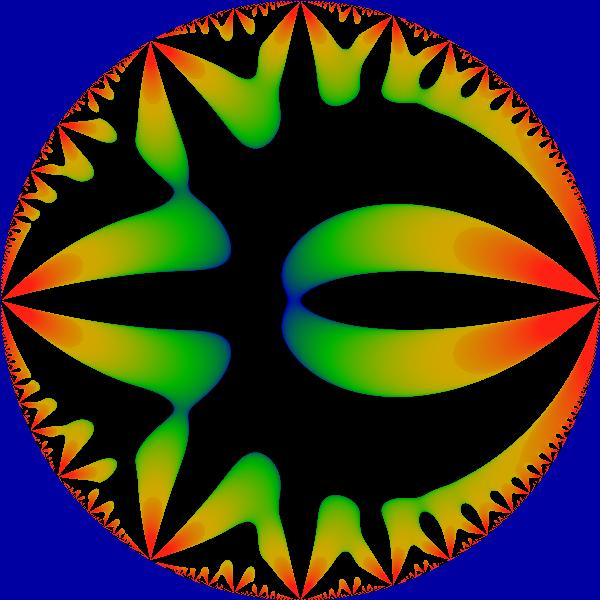
Reella delen av G_{6} som en funktion av q i enhetsskivan.

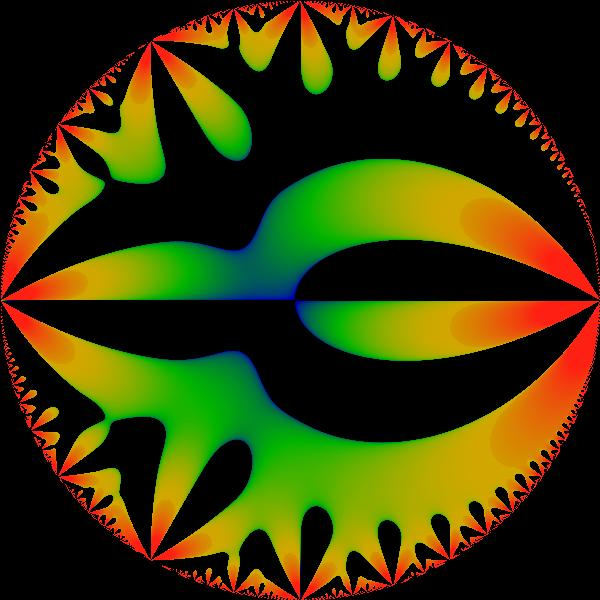
Imaginära delen av G_{6} som en funktion av q i enhetsskivan.

Låt τ vara ett komplext tal med strikt positiv imaginär del. Den analytiska Eisensteinserien G2k(τ) av vikt 2k, där k ≥ 2 är ett heltal, definieras som 
{\displaystyle G_{2k}(\tau )=\sum _{(m,n)\in \mathbf {Z} ^{2}\backslash (0,0)}{\frac {1}{(m+n\tau )^{2k}}}.}
Denna serie konvergerar absolut mot en analytisk funktion av τ i övre halvplanet och dess Fourierexpansion given nedan bevisar att den kan fortsättas till en analytisk funktion vid τ = i∞. Den är anmärkningsvärt att Eisensteinserien är en modulär form. Den är invariant under gruppen SL(2, Z); mer explicit, om a, b, c d ∈ Z och ad−bc = 1 är
{\displaystyle G_{2k}\left({\frac {a\tau +b}{c\tau +d}}\right)=(c\tau +d)^{2k}G_{2k}(\tau )}
och G2k är härmed en modulär from av vikt 2k. Notera att det är viktigt att anta att k ≥ 2 emedan man annars inte kan byta ordningen av summeringen, och SL(2, Z)-invariansen skulle inte nödvändigtvis gälla. Faktiskt finns det inga otriviala modulära former av vikt 2. Dock kan man definiera en analogi av analytiska Eisensteinserien för k = 1, men det resulterar enbart i en kvasimodulär form.

## Relation till modulära invarianter
Modulära invarianterna g2 och g3 av en elliptisk kurva kan uttryckas med hjälp av Eisensteinserier som
{\displaystyle g_{2}=60G_{4}}
{\displaystyle g_{3}=140G_{6}.}

## Differensekvation
En godtycklig analytisk modulär form för modulära gruppen kan skrivas som ett polynom i G4 och G6. Speciellt kan Eisensteinserierna G2k av högre ordning skrivas med hjälp av G4 och G6 genom en differensekvation. Låt dk =(2k+3)k!G2k+4. Då satisfierar koefficienterna dk relationen 
{\displaystyle \sum _{k=0}^{n}{n \choose k}d_{k}d_{n-k}={\frac {2n+9}{3n+6}}d_{n+2}}
för alla n ≥ 0. Här är {\displaystyle {n \choose k}} en binomialkoefficient och {\displaystyle d_{0}=3G_{4}} och {\displaystyle d_{1}=5G_{6}}.
Koefficienterna dk förekommer i serieexpansionen av Weierstrass elliptiska funktion:
{\displaystyle \wp (z)={\frac {1}{z^{2}}}+z^{2}\sum _{k=0}^{\infty }{\frac {d_{k}z^{2k}}{k!}}={\frac {1}{z^{2}}}+\sum _{k=1}^{\infty }(2k+1)G_{2k+2}z^{2k}.}

## Fourierserie

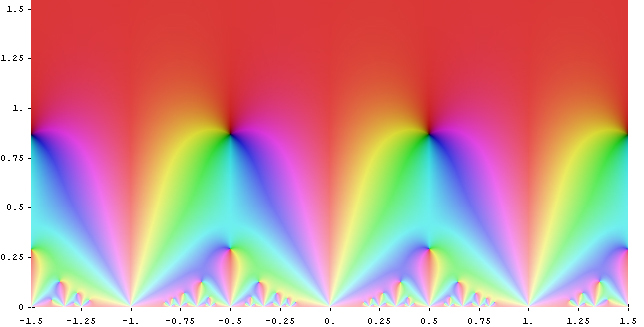
G_{4}

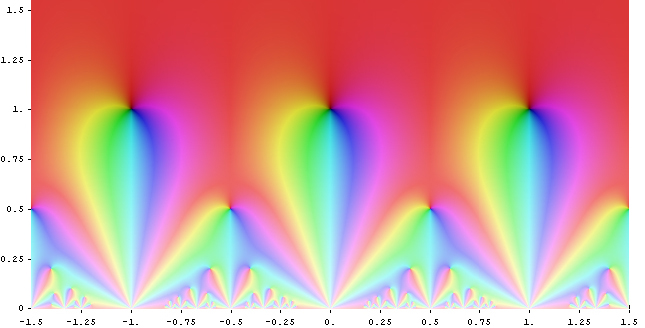
G_{6}

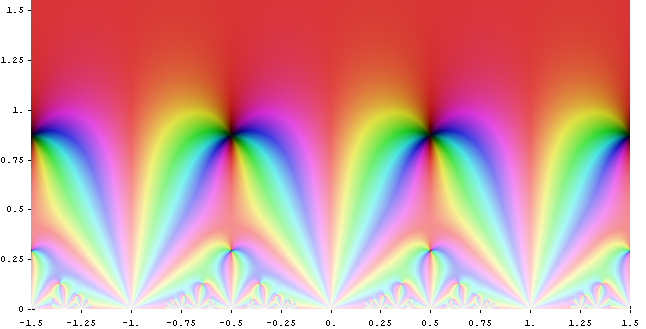
G_{8}

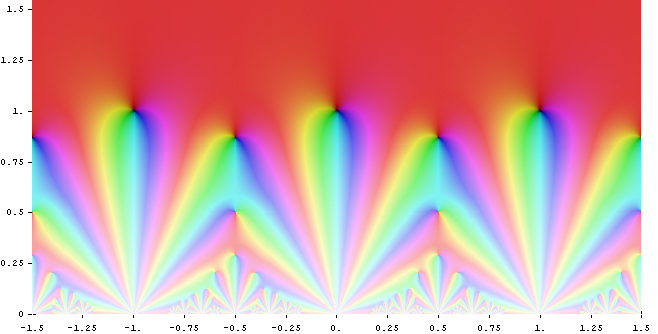
G_{10}

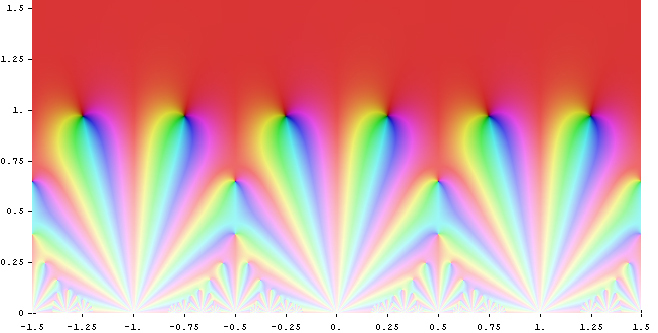
G_{12}

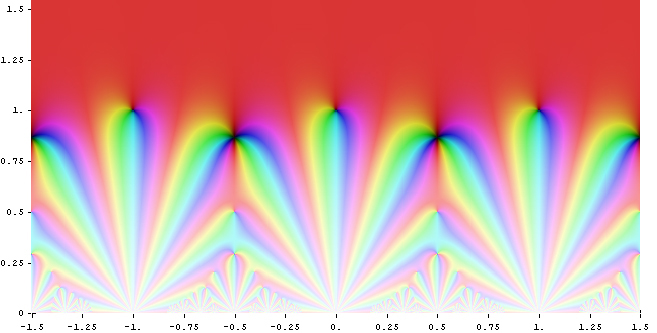
G_{14}

Definiera {\displaystyle q=e^{2\pi i\tau }} (några äldre böcker definierar istället {\displaystyle q=e^{i\pi \tau }}, men beteckningen {\displaystyle q=e^{2\pi i\tau }} är numera standard inom talteori). Då är Fourierserien av Eisensteinserien
{\displaystyle G_{2k}(\tau )=2\zeta (2k)\left(1+c_{2k}\sum _{n=1}^{\infty }\sigma _{2k-1}(n)q^{n}\right)}
där koefficienterna c2k ges av
{\displaystyle c_{2k}={\frac {(2\pi i)^{2k}}{(2k-1)!\zeta (2k)}}={\frac {-4k}{B_{2k}}}={\frac {2}{\zeta (1-2k)}}.}
Här betecknar Bn Bernoullitalen, ζ(z) är Riemanns zetafunktion och σp(n) är sigmafunktionen, summan av p:te potenserna av delarna av n. Speciellt är
{\displaystyle {\begin{aligned}G_{4}(\tau )&={\frac {\pi ^{4}}{45}}\left[1+240\sum _{n=1}^{\infty }\sigma _{3}(n)q^{n}\right]\\G_{6}(\tau )&={\frac {2\pi ^{6}}{945}}\left[1-504\sum _{n=1}^{\infty }\sigma _{5}(n)q^{n}\right].\end{aligned}}}
Summan kan skrivas som en Lambertserie; ekvationen 
{\displaystyle \sum _{n=1}^{\infty }q^{n}\sigma _{a}(n)=\sum _{n=1}^{\infty }{\frac {n^{a}q^{n}}{1-q^{n}}}}
gäller för alla komplexa |q| ≤ 1 och a. Då man arbetar med q-expansionen av Eisensteinserien används ofta den alternativa beteckningen
{\displaystyle E_{2k}(\tau )={\frac {G_{2k}(\tau )}{2\zeta (2k)}}=1+{\frac {2}{\zeta (1-2k)}}\sum _{n=1}^{\infty }{\frac {n^{2k-1}q^{n}}{1-q^{n}}}=1-{\frac {4k}{B_{2k}}}\sum _{d,n\geq 1}n^{2k-1}q^{nd}.}

## Identiteter med Eisensteinserier

### Som thetafunktioner
Givet {\displaystyle q=e^{2\pi i\tau }}, låt
{\displaystyle E_{4}(\tau )=1+240\sum _{n=1}^{\infty }{\frac {n^{3}q^{n}}{1-q^{n}}}}
{\displaystyle E_{6}(\tau )=1-504\sum _{n=1}^{\infty }{\frac {n^{5}q^{n}}{1-q^{n}}}}
{\displaystyle E_{8}(\tau )=1+480\sum _{n=1}^{\infty }{\frac {n^{7}q^{n}}{1-q^{n}}}}
och definiera
{\displaystyle a=\theta _{2}(0;e^{\pi i\tau })=\vartheta _{10}(0;\tau )}
{\displaystyle b=\theta _{3}(0;e^{\pi i\tau })=\vartheta _{00}(0;\tau )}
{\displaystyle c=\theta _{4}(0;e^{\pi i\tau })=\vartheta _{01}(0;\tau )}
där {\displaystyle \theta _{m}} och {\displaystyle \vartheta _{ij}} är alternativa beteckningar för Jacobis thetafunktioner. Då är
{\displaystyle E_{4}(\tau )={\tfrac {1}{2}}(a^{8}+b^{8}+c^{8})}
{\displaystyle {\begin{aligned}E_{6}(\tau )&={\tfrac {1}{2}}{\big (}-3a^{8}(b^{4}+c^{4})+b^{12}+c^{12}{\big )}\\&={\tfrac {1}{2}}{\sqrt {\frac {(a^{8}+b^{8}+c^{8})^{3}-54(abc)^{8}}{2}}}\end{aligned}}}
av vilket ett uttryck relaterat till modulära diskriminanten följer:
{\displaystyle E_{4}^{3}-E_{6}^{2}={\tfrac {27}{4}}(abc)^{8}}
{\displaystyle \Delta =g_{2}^{3}-27g_{3}^{2}=(2\pi )^{12}\left({\tfrac {1}{2}}abc\right)^{8}.}
Emedan {\displaystyle E_{8}=E_{4}^{2}} och {\displaystyle a^{4}-b^{4}+c^{4}=0} leder detta även till
{\displaystyle E_{8}(\tau )={\tfrac {1}{2}}(a^{16}+b^{16}+c^{16}).}

### Produkter av Eisensteinserier
Eisensteinserier är de mest explicita exemplen på modulära former för den fulla modulära gruppen SL(2, Z). Eftersom rummet av modulära former av vikt 2k har dimension 1 för 2k = 4, 6, 8, 10, 14 måste olika produkter av Eisensteinserier med ovannämnda vikter vara konstanta multiplar av varann. Exempel på detta är
{\displaystyle E_{4}^{2}=E_{8},\quad E_{4}E_{6}=E_{10},\quad E_{4}E_{10}=E_{14},\quad E_{6}E_{8}=E_{14}.}
Genom att använda q-expansionerna av Eisensteinserierna beskrivna ovan kan dessa formler skrivas som identiteter med sigmafunktionen:
{\displaystyle (1+240\sum _{n=1}^{\infty }\sigma _{3}(n)q^{n})^{2}=1+480\sum _{n=1}^{\infty }\sigma _{7}(n)q^{n},}
och härmed
{\displaystyle \sigma _{7}(n)=\sigma _{3}(n)+120\sum _{m=1}^{n-1}\sigma _{3}(m)\sigma _{3}(n-m)}
och likadant med de andra. Ännu mer intressantare är thetafunktionen av ett åttadimensionellt jämnt unimodulärt gitter Γ är en modulär form av vikt 4 för den fulla modulära gruppen, vilket ger följande identitet:
{\displaystyle \theta _{\Gamma }(\tau )=1+\sum _{n=1}^{\infty }r_{\Gamma }(2n)q^{n}=E_{4}(\tau ),\quad r_{\Gamma }(n)=240\sigma _{3}(n)}
för antalet rΓ(n) vektorer av kvadrerad längd 2n i E8-gittret.   
Likadana tekniker med analytiska Eisensteinserier böjda av en Dirichletkaraktär ger formler för antalet representationer av ett positivt heltal n som summan av två, fyra eller åtta kvadrater med hjälp av delarna av n.
Genom att använda differensekvationen ovan kan alla E2k av högre ordning skrivas som polynom i E4 och E6. Exempelvis är
{\displaystyle {\begin{aligned}E_{8}&=E_{4}^{2}\\E_{10}&=E_{4}\cdot E_{6}\\691\cdot E_{12}&=441\cdot E_{4}^{3}+250\cdot E_{6}^{2}\\E_{14}&=E_{4}^{2}\cdot E_{6}\\3617\cdot E_{16}&=1617\cdot E_{4}^{4}+2000\cdot E_{4}\cdot E_{6}^{2}\\43867\cdot E_{18}&=38367\cdot E_{4}^{3}\cdot E_{6}+5500\cdot E_{6}^{3}\\174611\cdot E_{20}&=53361\cdot E_{4}^{5}+121250\cdot E_{4}^{2}\cdot E_{6}^{2}\\77683\cdot E_{22}&=57183\cdot E_{4}^{4}\cdot E_{6}+20500\cdot E_{4}\cdot E_{6}^{3}\\236364091\cdot E_{24}&=49679091\cdot E_{4}^{6}+176400000\cdot E_{4}^{3}\cdot E_{6}^{2}+10285000\cdot E_{6}^{4}\end{aligned}}.}
Många relationer mellan produkter av Eisensteinserier kan skrivas i elegant form genom att använda Hankeldeterminanter, exempelvis Garvans identitet
{\displaystyle \Delta ^{2}=-{\frac {691}{1728^{2}\cdot 250}}\det {\begin{vmatrix}E_{4}&E_{6}&E_{8}\\E_{6}&E_{8}&E_{10}\\E_{8}&E_{10}&E_{12}\end{vmatrix}}}
där
{\displaystyle \Delta ={\frac {E_{4}^{3}-E_{6}^{2}}{1728}}}
är den modulära diskriminanten.

### Ramanujans identiteter
Srinivasa Aiyangar Ramanujan gav flera intressanta identiteter mellan de första Eisensteinserierna och deras derivator. Låt
{\displaystyle L(q)=1-24\sum _{n=1}^{\infty }{\frac {nq^{n}}{1-q^{n}}}=E_{2}(\tau )}
{\displaystyle M(q)=1+240\sum _{n=1}^{\infty }{\frac {n^{3}q^{n}}{1-q^{n}}}=E_{4}(\tau )}
{\displaystyle N(q)=1-504\sum _{n=1}^{\infty }{\frac {n^{5}q^{n}}{1-q^{n}}}=E_{6}(\tau ).}
Då är
{\displaystyle q{\frac {dL}{dq}}={\frac {L^{2}-M}{12}}}
{\displaystyle q{\frac {dM}{dq}}={\frac {LM-N}{3}}}
{\displaystyle q{\frac {dN}{dq}}={\frac {LN-M^{2}}{2}}.}
Ur dessa identiteter följer aritmetiska identiteter med sigmafunktionen. För att skriva dessa identiteter i sin enklaste form utvidgar vi, efter Ramanujan, domänen av σp(n) även till noll genom att definiera
{\displaystyle \sigma _{p}(0)={\frac {1}{2}}\zeta (-p).\;}    T.ex.
{\displaystyle {\begin{aligned}\sigma (0)&=-{\frac {1}{24}}\\\sigma _{3}(0)&={\frac {1}{240}}\\\sigma _{5}(0)&=-{\frac {1}{504}}.\end{aligned}}}
Då gäller exempelvis
{\displaystyle \sum _{k=0}^{n}\sigma (k)\sigma (n-k)={\frac {5}{12}}\sigma _{3}(n)-{\frac {1}{2}}n\sigma (n).}
Andra identiteter av denna typ, dock inte direkt relaterade till relationerna ovan mellan funktionerna L, M och N, har bevisats av Ramanujan och Melfi, exempelvis
{\displaystyle \sum _{k=0}^{n}\sigma _{3}(k)\sigma _{3}(n-k)={\frac {1}{120}}\sigma _{7}(n)}
{\displaystyle \sum _{k=0}^{n}\sigma (2k+1)\sigma _{3}(n-k)={\frac {1}{240}}\sigma _{5}(2n+1)}
{\displaystyle \sum _{k=0}^{n}\sigma (3k+1)\sigma (3n-3k+1)={\frac {1}{9}}\sigma _{3}(3n+2).}

### Fotnoter
1. ↑  Milne, Steven C. (2000), Hankel Determinants of Eisenstein Series, http://arxiv.org/pdf/math/0009130v3.pdf